# جيسيكا شيلدر
جيسيكا شيلدر (مواليد 19 مارس 1999) هي لاعبة رمي جلة هولندية، حصلت على الميدالية البرونزية في بطولة العالم لألعاب القوى 2022.